# Clovis (New Mexico)
Clovis is een plaats (city) in de Amerikaanse staat New Mexico, en valt bestuurlijk gezien onder Curry County. De plaats is de naamgever van de zogenaamde Cloviscultuur.

## Demografie
Bij de volkstelling in 2000 werd het aantal inwoners vastgesteld op 32.667.
In 2006 is het aantal inwoners door het United States Census Bureau geschat op 33.258, een stijging van 591 (1.8%).

## Geografie
Volgens het United States Census Bureau beslaat de plaats een oppervlakte van
58,3 km², waarvan 58,0 km² land en 0,3 km² water. Clovis ligt op ongeveer 1301 m boven zeeniveau.

## Plaatsen in de nabije omgeving
De onderstaande figuur toont nabijgelegen plaatsen in een straal van 32 km rond Clovis.